# Villa I Tatti
La villa I Tatti est une demeure Renaissante italienne, siège de The Harvard Center for Italian Renaissance Studies, centre de recherche avancée en sciences humaines situé à Florence, qui appartient à l'université Harvard. Il abrite une collection de primitifs italiens et d'art chinois et islamique, ainsi qu'une bibliothèque de recherche de 140 000 volumes et une collection de 250 000 photographies.
La villa I Tatti est située dans un domaine d'oliviers, de vignes et de jardins, au 26, Via Vincigliata, entre Fiesole et Settignano, dans le nord de la ville de Florence, en Italie, elle est du type villa médicéenne.
Bien que des visites guidées des jardins soient proposées, la villa I Tatti elle-même n'est généralement pas ouverte au public.

## Histoire

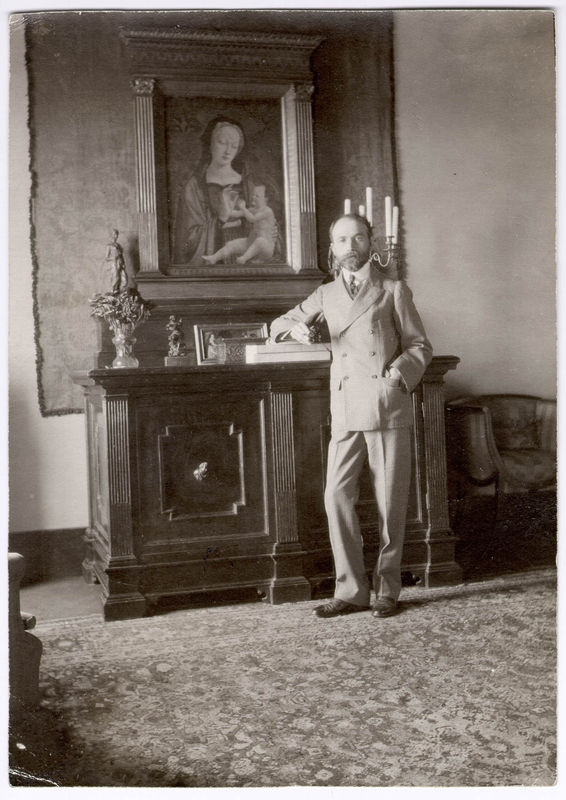
Bernard Berenson dans la villa I Tatti en 1903.

Pendant près de soixante ans, la villa I Tatti fut la demeure de Bernard Berenson (1865-1959), l'expert dont les attributions de la peinture du début de la Renaissance italienne ont guidé les connaissances et les collectionneurs dans ce domaine pendant la première moitié du XXe siècle.
Originellement propriété de la famille Zati, la villa est cédée en 1563 à Giulio d'Alessandro del Caccia. La propriété est à l'origine une ferme du XVIIe siècle. Elle est la propriété de l'aristocrate anglais expatrié John Temple Leader à partir de 1854, après avoir appartenu à plusieurs familles italiennes. En 1900, Bernard Berenson épouse Mary Whitall Pearsall Smith, qui a déjà été mariée à l'homme politique britannique Frank Costelloe. Mary appartient à une famille libérale quaker de Philadelphie et a deux filles de son précédent mariage ; le mariage avec Berenson reste sans enfant. Le couple déménage à I Tatti peu avant son mariage, louant d'abord la propriété à John Temple Leader, puis l'achetant à l'héritier de Temple Leader, le 3e baron Westbury, vers 1907. La propriété est ensuite transformée en villa de style Renaissance sous la direction de l'architecte et écrivain anglais Geoffrey Scott, tandis qu'un jardin à la française de style Renaissance anglo-italienne est aménagé par l'architecte paysagiste anglais Cecil Pinsent. Ces travaux sont achevés en 1915 ,.
Bernard Berenson considère cet espace comme un « monastère laïc consacré à l’étude patiente de la culture méditerranéenne à travers les arts ». Il est contre la production académique, la spécialisation, les diplômes et ce que l'on appelle aujourd'hui dans le monde académique italien « titoli » (« titres »), et valorise au contraire la lente maturation des idées dans une contemplation tranquille. Il considère que sa propre réussite réside autant dans la conversation que dans l'écriture.
Bernard Berenson décède à l'âge de 94 ans en 1959 après avoir légué le domaine, la collection et la bibliothèque à l'Université Harvard. La villa I Tatti, The Harvard Center for Italian Renaissance Studies, son nom officiel, ouvre ses portes à six boursiers en 1961. Depuis lors, il a accueilli plus de 700 boursiers et chercheurs invités des États-Unis, du Canada, du Japon, d'Australie et de presque tous les pays européens.

### Les Berenson et Harvard
L'estime de Bernard Berenson pour Harvard date de sa jeunesse. Il arrive à Boston à l'âge de dix ans, immigrant juif pauvre de Lituanie. Son génie est bientôt reconnu et, après avoir terminé la Boston Latin School et complété une année à l'université de Boston, il est admis au Harvard College, soutenu par des membres les plus riches de la société de Boston, obtenant son diplôme avec la promotion de 1887. Ses intérêts se portent sur la littérature et les langues anciennes et orientales. Il se forme comme connaisseur des primitive italienne en voyageant à travers l'Europe et en particulier l'Italie, à partir de 1887. Dès 1915, il exprime son intention de léguer sa maison et sa bibliothèque à Harvard, et il réaffirme son intention en 1937, dans une lettre publiée dans le volume du cinquantième anniversaire de sa promotion. Cependant, le fascisme, la guerre et les difficultés d'après-guerre en Italie amènent Harvard à hésiter ; le legs n'est formellement accepté par la Harvard Corporation qu'au moment de la mort de Berenson en 1959, ouvrant ses portes à la première promotion de boursiers en 1961.

## LeGreen Garden

### Contexte
La villa I Tatti est édifiée dans un paysage mythique. Les collines pierreuses au-dessus, grêlées de carrières qui ont fourni la pietra serena pour la Florence de la Renaissance, ont vu la naissance de maçons et de sculpteurs : à proximité, Settignano abritait le sculpteur Desiderio da Settignano et Michel-Ange enfant y fut envoyé dans la propriété de sa famille (la Villa Michel-Ange). Un certain nombre de maisons de la région sont censées avoir été le refuge de Boccace pendant la peste et donc le décor du Décaméron. Le poème arcadien de Boccace, la Ninfale Fiesolano, célèbre la Mensola, un ruisseau qui traverse la propriété. Les coteaux ravagés et surexploités ont été reboisés de cyprès par John Temple Leader à la fin du XIXe siècle, leur donnant leur aspect sylvestre actuel.

### Histoire
Le jardin est créé à partir de 1909 par Cecil Pinsent, alors jeune jardinier inexpérimenté. Cecil Pinsent a parcouru la Toscane pour réaliser des dessins topographiques de bâtiments avec son ami Geoffrey Scott. Ils sont tous deux embauchés pour travailler à I Tatti grâce aux liens de Scott avec l'épouse de Berenson, Mary ; Scott est embauché comme secrétaire personnel de Bernard Berenson entre 1907 et 1909. Pinsent y devient un spécialiste reconnu du jardin à la française. Lorsque les Berenson ont acquis le domaine cinq ans auparavant, la propriété était abandonnée. Erika Neubauer considère I Tatti comme « peut-être l'aménagement de jardin le plus important [de Pinsent] ».
Le Green Garden d'I Tatti constitue la première tentative de Cecil Pinsent de recréer un jardin dans le style du début de la Renaissance. Il est conçu comme une extension extérieure de la maison, avec l'intention de faire revivre le style italien. Les pentes raides sont transformées en terrasses et les passerelles et les escaliers qui relient les différents niveaux sont pavés avec des mosaïques de pavés. Un grand réservoir d'eau permet d'obtenir des pelouses « à l'anglaise ». De grands cyprès masquent le jardin et des haies de buis divisent les espaces. Selon les mots du présentateur horticulteur Monty Don, « [Pinsent] a impitoyablement exclu toutes les couleurs sauf le vert »,.
Environ vingt ans plus tard, Cecil Pinsent créera ce qui sera « [ses] derniers grands jardins italiens » (toujours selon Monty Don) lorsque la fille de l'ex-femme de Geoffrey Scott, Iris Origo, et son mari Antonio le chargent de travailler sur leur domaine de La Foce.
Après que la propriété soit passée à Harvard, les jardins sont tombés en déliquescence jusqu'à ce qu'un don permette d'importants travaux de restauration.

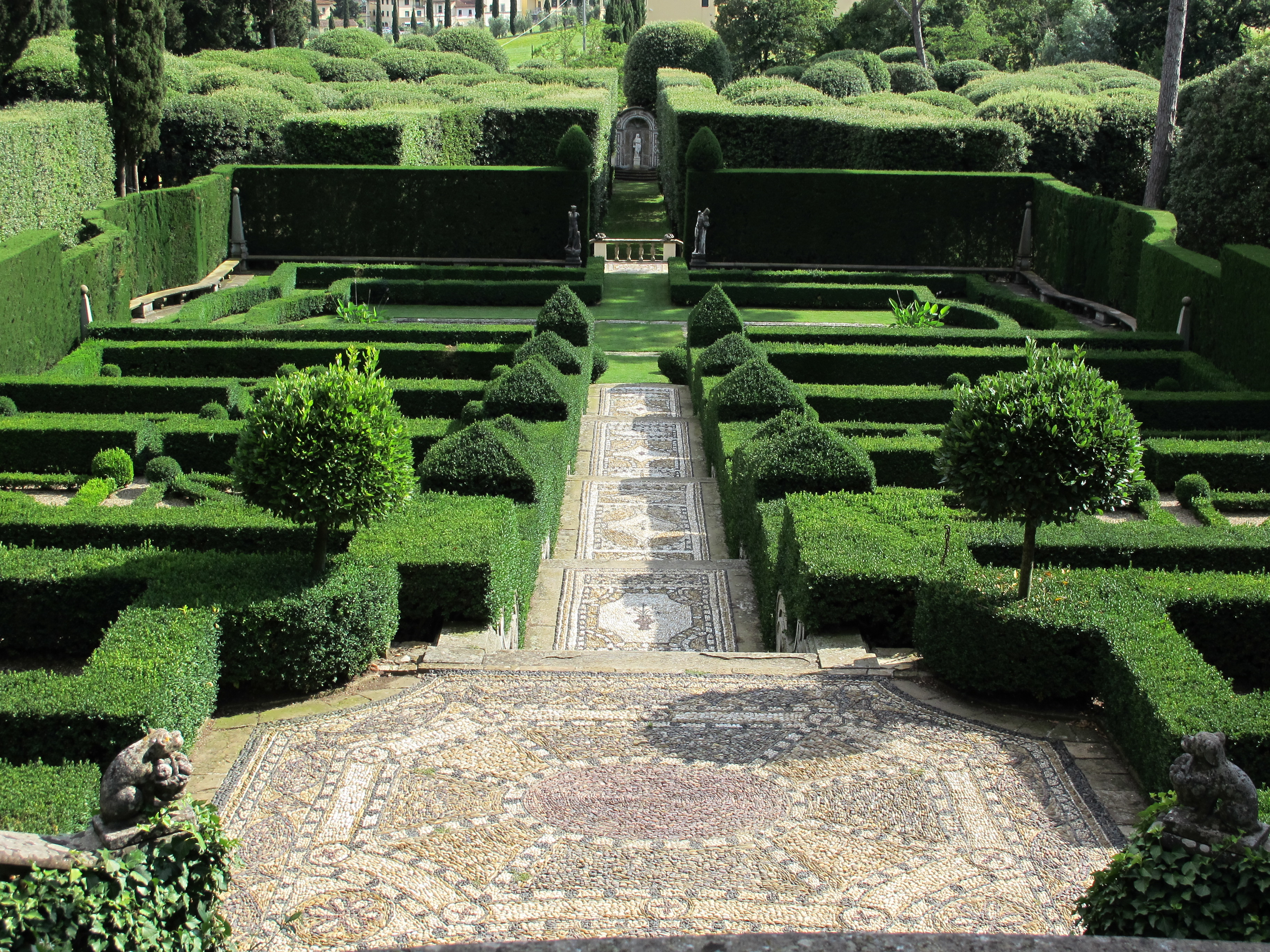
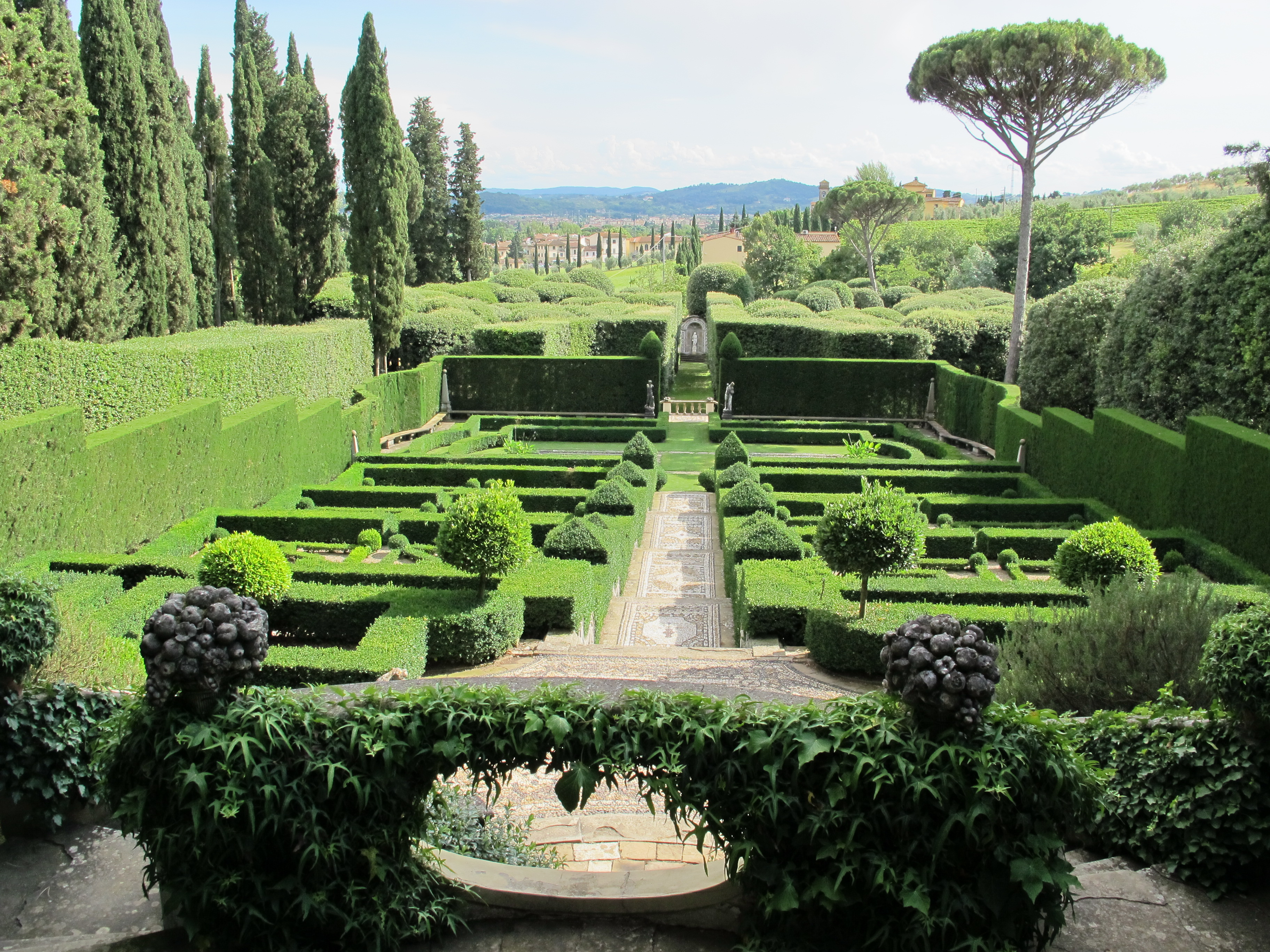
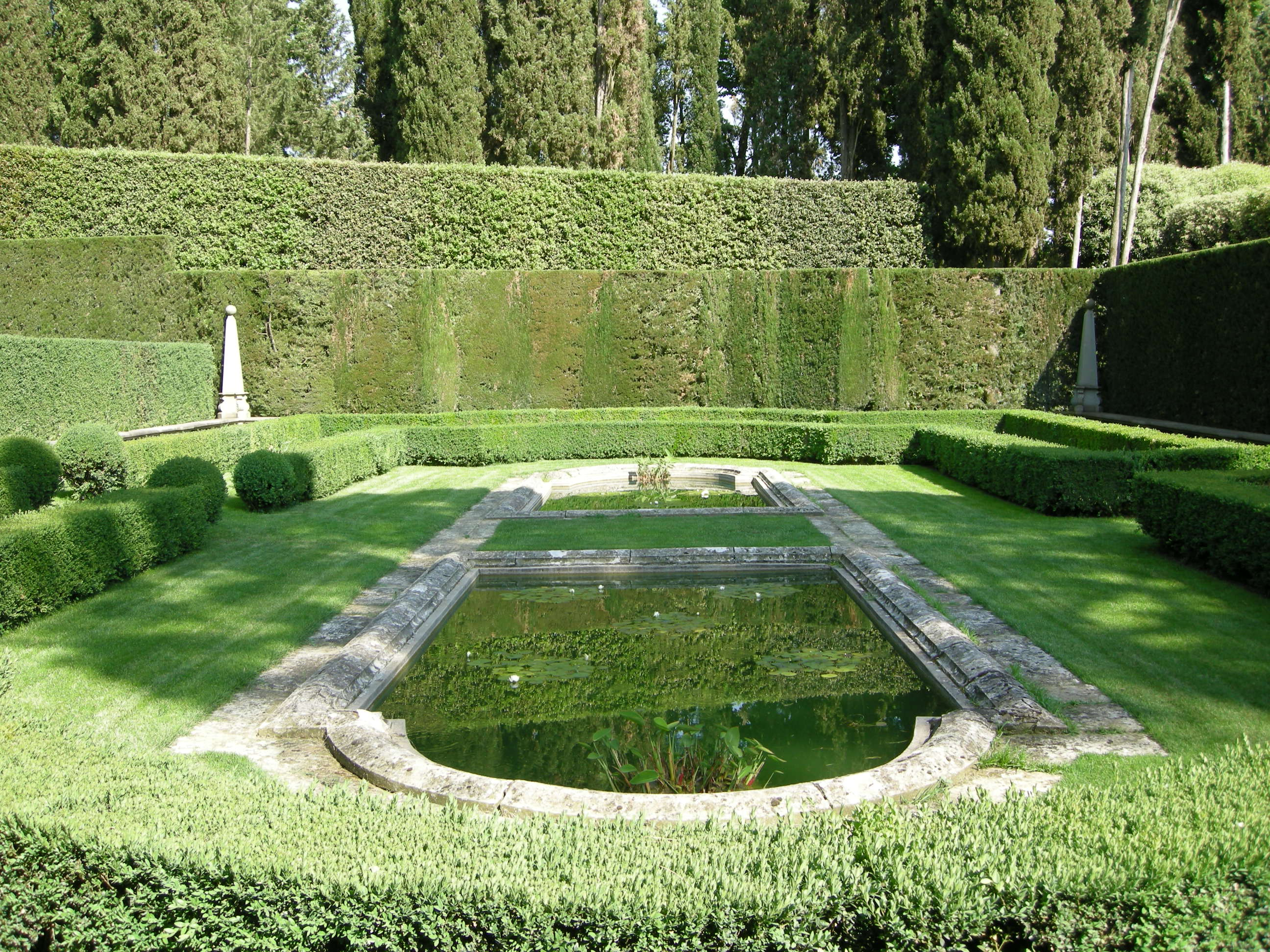
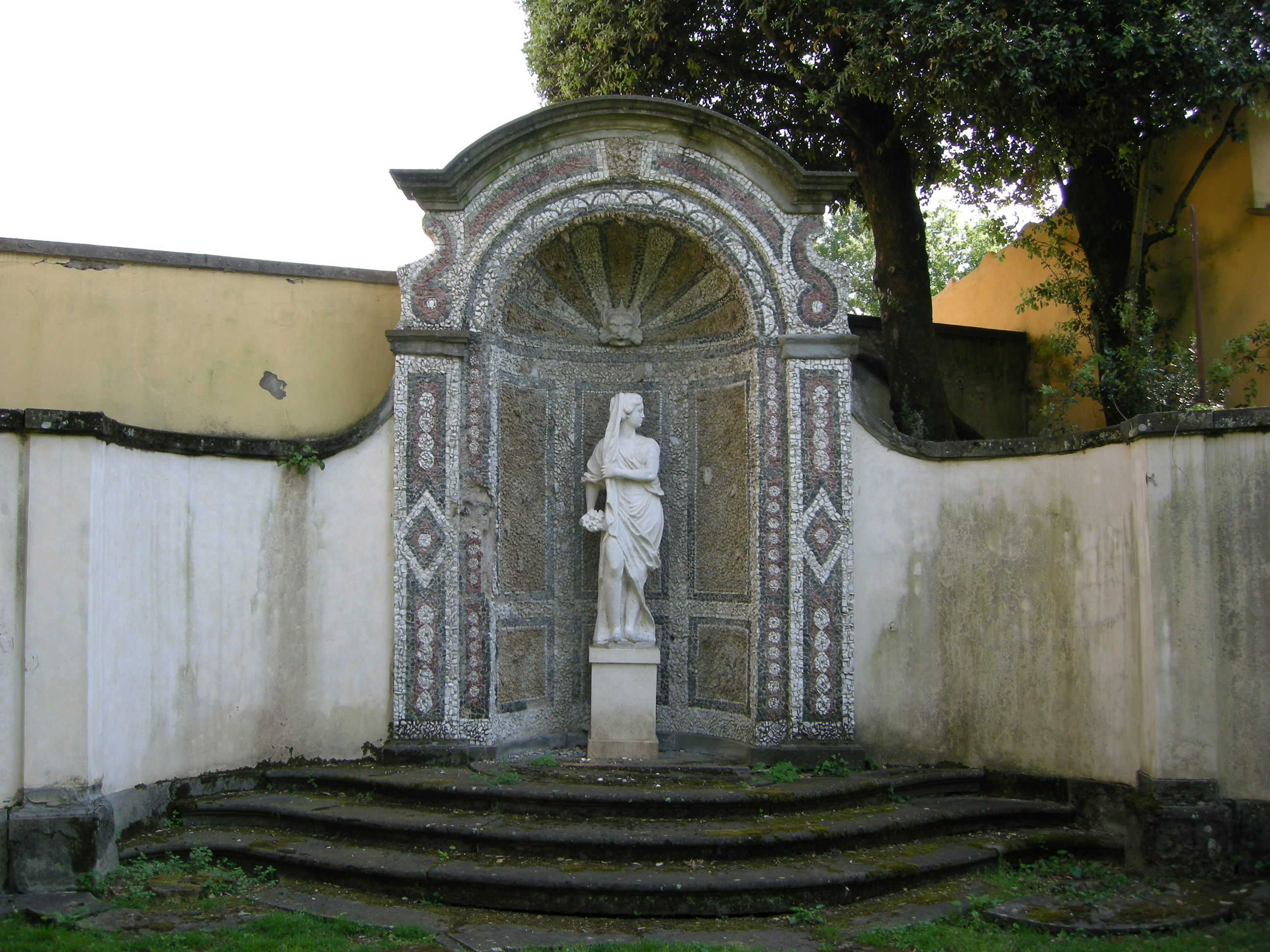

## The Harvard Center for Italian Renaissance Studies
La « Villa I Tatti, The Harvard Center for Italian Renaissance Studies » est détenue et administrée par l'Université Harvard, mais non comme un programme typique pour étudiants américains à l'étranger ; Harvard conçoit plutôt la villa I Tatti comme une institution internationale pour l’avancement des études sur la Renaissance italienne au niveau postdoctoral. La ville est l'un des trois centres de recherche avancée en sciences humaines appartenant à Harvard situés à l'extérieur de Cambridge (Massachusetts). Les autres sont Dumbarton Oaks, fondé en 1940 pour les études byzantines, précolombiennes et sur l'architecture du paysage, et le Center for Hellenic Studies, fondé en 1962, tous deux à Washington (district de Columbia).
Tout en restant fidèle aux grandes lignes de la vision de Berenson, Harvard a modifié la structure envisagée par celui-ci en intégrant d'autres domaines que l'histoire de l'art. L'histoire et la littérature sont présentes dès le début de l'existence du Centre en tant qu'institut de recherche d'Harvard ; la musique a suivi la création d'une bibliothèque sur l'histoire de la musique, financée par les dons d'Elizabeth et Gordon Morrill. Le mélange des domaines donne à I Tatti son caractère distinctif, même si le terme « interdisciplinaire » n’était pas très utilisé en 1961.

### Bibliothèque Berenson

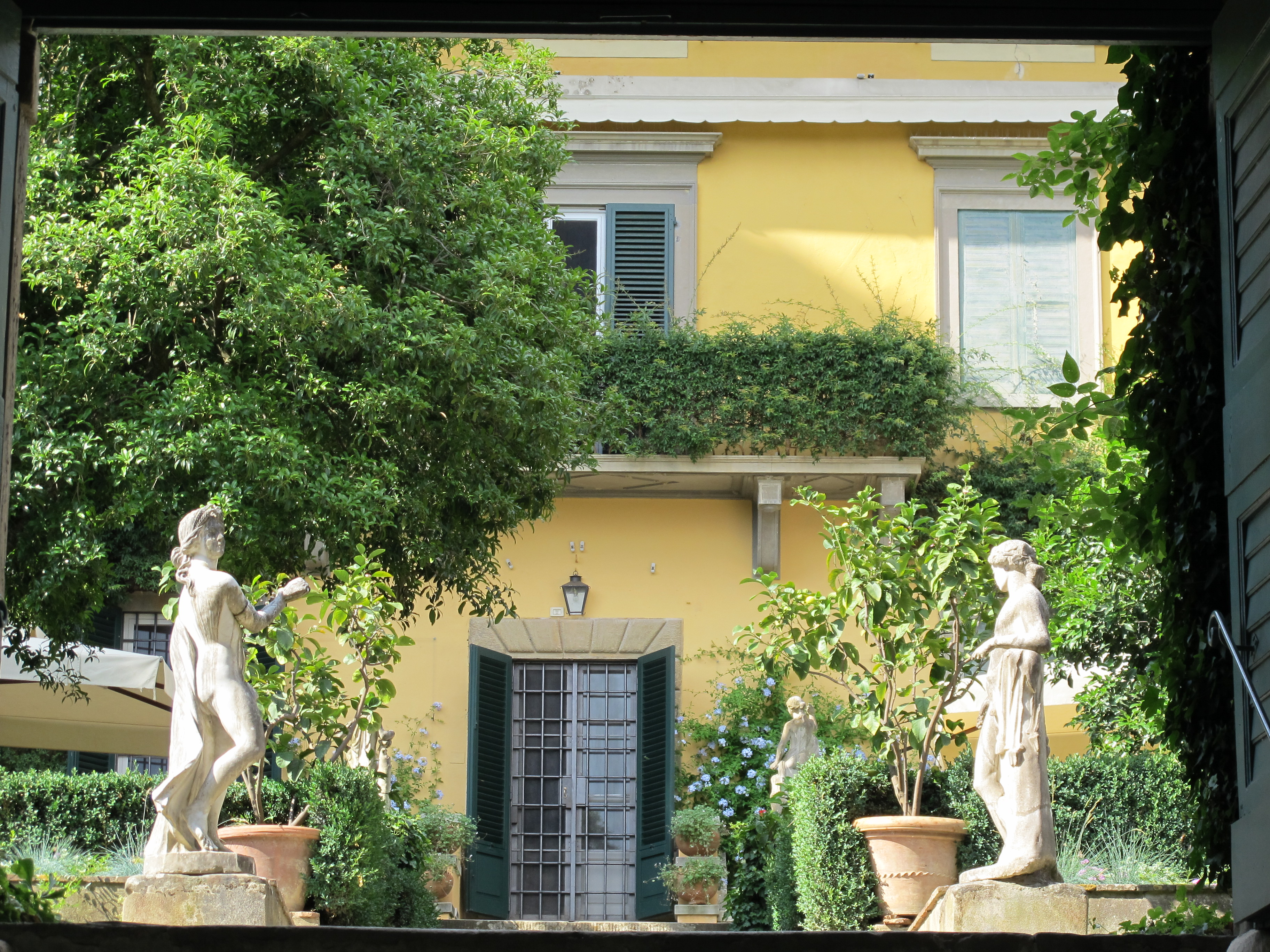
Vue extérieure.

Bernard Berenson décrit I Tatti comme une bibliothèque avec une maison attenante. Des espaces y sont ajoutés à cet effet en 1909, 1915, 1923 et 1948-1954. L'espace créé du vivant de Berenson est doublé en 1985 lorsqu'une section supplémentaire, la bibliothèque Paul E. Geier, est créée dans l'un des anciens bâtiments de ferme. L'aile de la bibliothèque construite par Berenson en 1948-1954 a été rénovée par le cabinet d'architectes romain Garofalo et Miura et renommée en l'honneur du troisième directeur d'I Tatti et de son épouse, Craig Hugh Smyth et Barbara Linforth Smyth. Ouverte en octobre 2009, la nouvelle bibliothèque Smyth a doublé à la fois la capacité de rangement d'origine de l'aile et le nombre d'espaces de travail disponibles.
A sa mort, Bernard Berenson laisse une importante bibliothèque personnelle de 50 000 volumes, principalement consacrée à la culture méditerranéenne vue à travers son art et son archéologie. Les livres se trouvaient dans une bibliothèque conçue par Cecil Pinsent en 1915, mais également dispersés dans toute la maison. Dès le début, la bibliothèque n'est pas conçue comme une bibliothèque interdisciplinaire de la Renaissance, mais comme le reflet des intérêts personnels de Berenson. La littérature italienne n'est pas fortement représentée et la musique est absente. Au cours des premières décennies de la vie de l'institution, étoffer les fonds de la bibliothèque dans des domaines d'études sur la Renaissance non rassemblés par Berenson lui-même et lancer des abonnements de périodiques dans ces domaines constituent une priorité.
Transformée d'une bibliothèque personnelle riche mais idiosyncratique en une bibliothèque de recherche moderne, la Bibliothèque Berenson vise à fournir une couverture complète, au niveau de la recherche, des publications scientifiques actuelles dans tous les domaines de l'art, de l'architecture, de l'histoire, de la science, de la médecine, de la société, de la culture et de la littérature italiennes de 1250 à 1600. Des outils de recherche sont également acquis dans des domaines connexes tels que l'Europe du Nord à la même période, les études médiévales et les cultures byzantines et islamiques du pourtour méditerranéen, notamment lorsqu'elles concernent l'Italie de la Renaissance. La bibliothèque s'efforce de proposer des éditions modernes de nombreuses œuvres de la littérature grecque et latine. Actuellement, elle détient quelque 140 000 volumes, dont 106 000 livres, 7 000 tirés à part, 14 000 catalogues de ventes aux enchères et 23 000 volumes de périodiques. Plus de 600 périodiques sont actuellement reçus, la plupart avec des tirages complets dès le début de la publication.
En 1993, I Tatti s'est jointe à trois autres bibliothèques de recherche de Florence pour former un consortium de catalogage commun en ligne, IRIS, qui compte désormais sept bibliothèques membres. La Bibliothèque Berenson est également l'une des 73 bibliothèques qui constituent la Harvard College Library ; ses fonds sont accessibles via le catalogue en ligne de Harvard, HOLLIS. En outre, les ressources électroniques considérables disponibles dans la bibliothèque de Harvard sont également disponibles à I Tatti, ce qui en fait l'une des plus importantes collections de ressources électroniques d'Italie.

#### Bibliothèque musicale Morrill

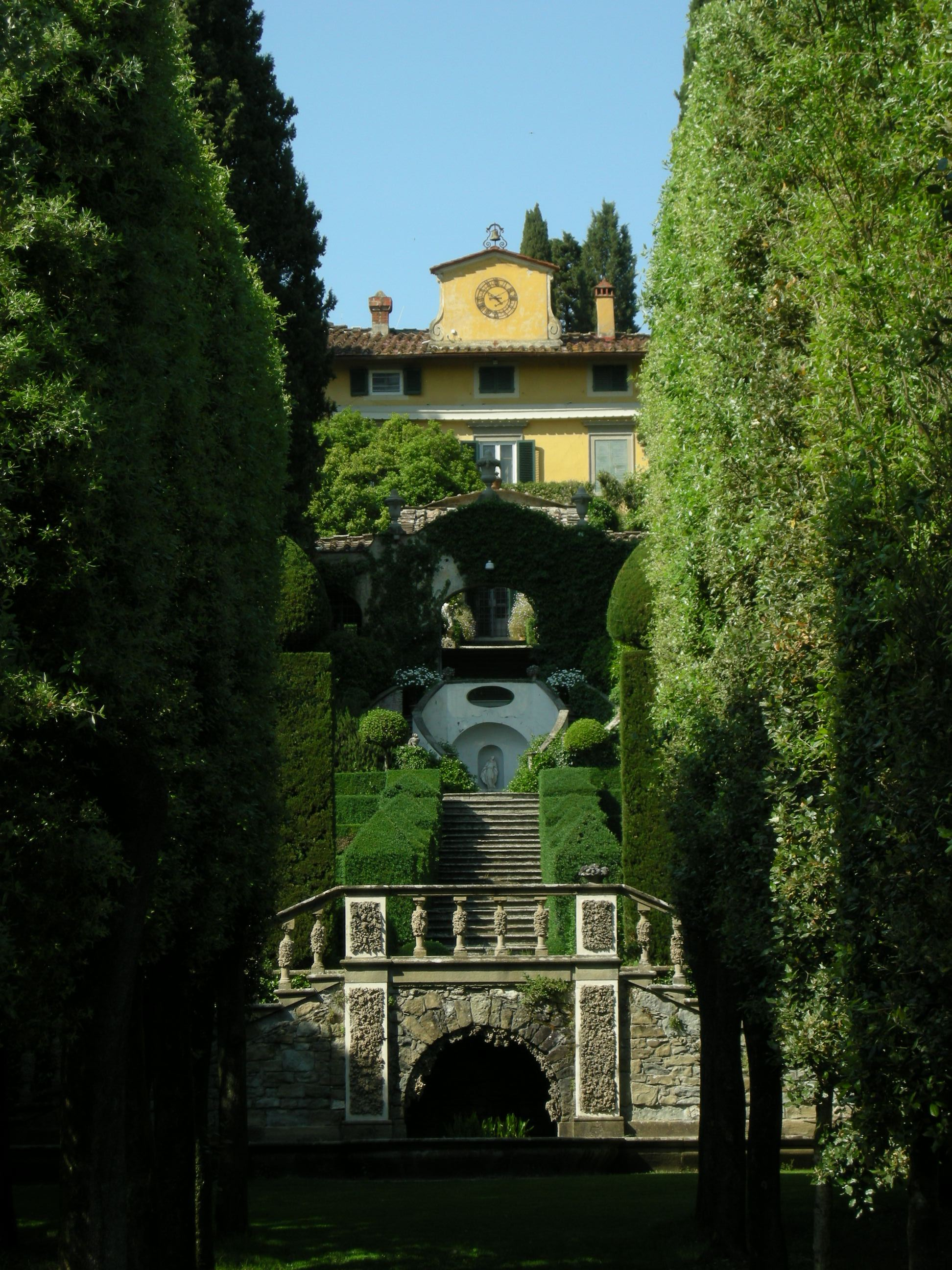
Façade sud.

Créée grâce à un don de F. Gordon Morrill et Elizabeth Morrill, la bibliothèque musicale Morrill fait partie de la Bibliothèque Berenson depuis 1966. Elle couvre toute la musique occidentale depuis les Grecs jusqu'au début de la période baroque, en mettant l'accent sur la musique italienne composée jusqu'en 1650. Elle comprend 5 150 partitions, 2 500 enregistrements sonores et 7 500 études critiques, monographies, traités et ouvrages de référence ; elle est abonnée à 84 revues. Elle conserve également une vaste collection de microfilms de manuscrits musicaux et de premiers livres imprimés. L'objectif est d'acquérir toutes les œuvres publiées en musicologie italienne pour la période allant jusqu'à 1650.

#### Photothèque Berenson
La Photothèque Berenson contenait 170 000 photographies à la mort de Berenson et en contient aujourd'hui environ 250 000. Elles sont organisés topographiquement, selon le schéma original de Berenson : Florence, Sienne, Italie centrale, Italie du Nord, Lombardie, Venise, Italie méridionale, et au sein de chaque école par artiste et lieu. Une section de la photothèque est consacrée aux images d'œuvres d'art « sans abri », terme utilisé par Berenson pour désigner des objets qui étaient autrefois sur le marché de l'art mais dont l'emplacement actuel est aujourd'hui inconnu. Les versos de nombreuses photographies contiennent des notes manuscrites de Bernard et Mary Berenson, Nicky Mariano et d'autres connaisseurs d'art de la première moitié du XXe siècle. Un projet de numérisation de la Photothèque Berenson, rendant ses fonds accessibles via le site web des bibliothèques de Harvard, est actuellement en cours.
Outre la principale collection de photographies sur la peinture de la Renaissance, il existe d'autres sections mineures d'images représentant la sculpture, l'art médiéval, l'architecture byzantine et paléochrétienne. Les photos prises par l'historien de l'architecture islamique Keppel Archibald Cameron Creswell et la collection de quelque 2 000 tirages anciens avec des vues de l'Inde des photographes Johnston & Hoffmann sont particulièrement importantes.

#### Archives Berenson
Bernard et Mary Berenson ont cultivé de nombreuses amitiés par le biais de lettres. Les lettres de leurs correspondants et certaines de leurs propres lettres sont conservées dans les archives Berenson, avec des journaux intimes, des notes, des brouillons de livres, des photographies personnelles et d'autres documents biographiques. Les archives ont été enrichies depuis la fondation du Harvard Center par des dons ou des acquisitions d'articles appartenant à Giorgio Castelfranco, Kenneth Clark, Andrea Francalanci, Frederick Hart, Giuseppe Marchi, Emilio Marcucci, Nicky Mariano, Livia et Roberto Papini, Valeria Piacentini, Laurance P. et Isabel Roberts, Stanislaus Eric Steenbok et la famille Whitall Pearsall Smith.

### Collections de peinture italienne et d'art oriental

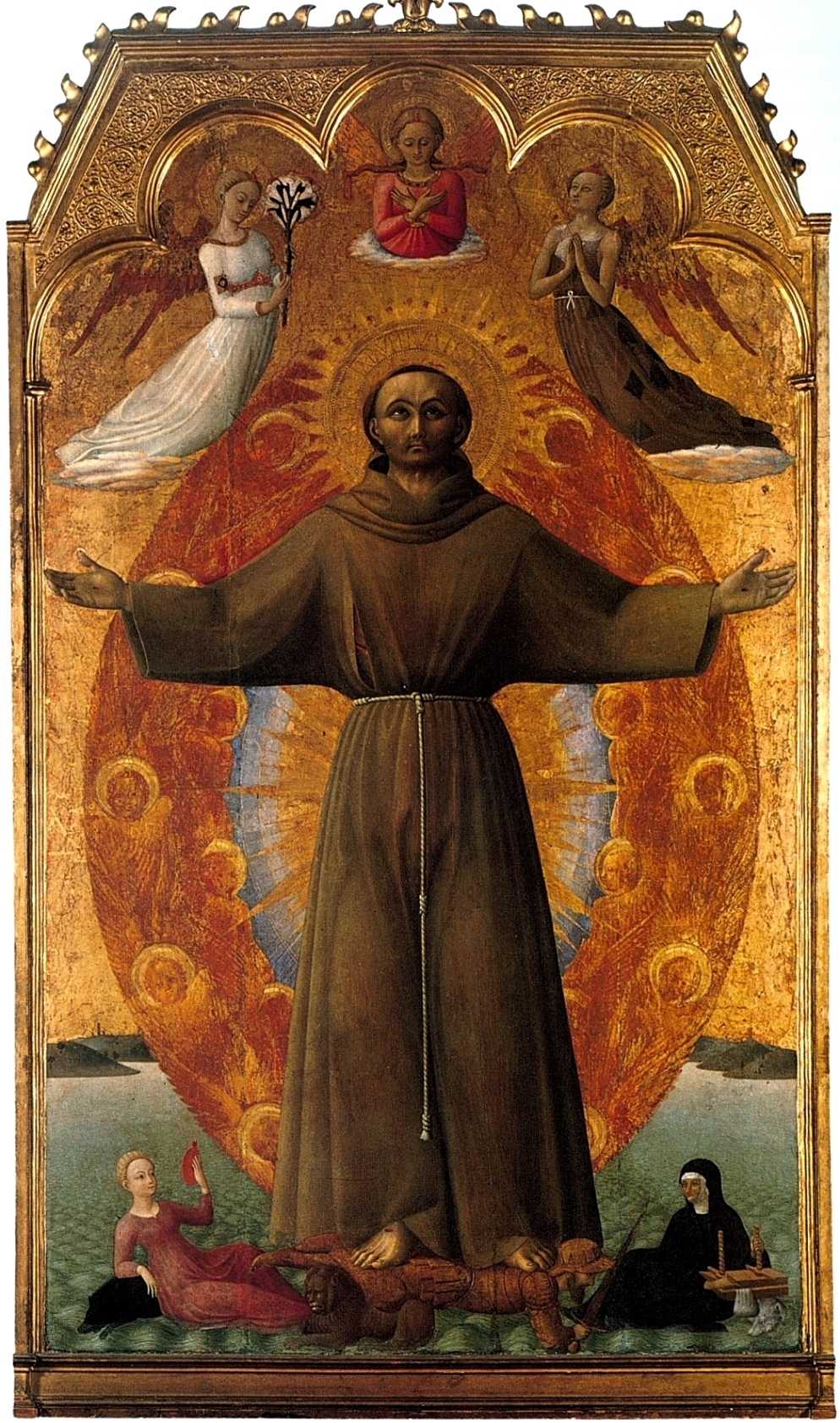
Sassetta, Extase de saint François, Retable de San Sepolcro.

La villa I Tatti abrite la collection d'art de Bernard et Mary Berenson, qui comprend une importante collection d'environ 100 peintures italiennes de la fin du Moyen Âge et de la Renaissance. La collection de peintures a été constituée entre vers 1900 et vers 1920, avec quelques ajouts par la suite. Peu avant sa mort en 1959, Berenson fit don de sa Vierge à l'Enfant d'Ambrogio Lorenzetti au musée des Offices, qui possédaient deux tableaux plus petits provenant à l'origine du même retable démembré. Les œuvres les plus célèbres de la collection, et parmi les premières acquises par les Berenson, sont trois panneaux représentant saint François en gloire, le bienheureux Rainieri Rasini et saint Jean-Baptiste provenant du Retable de San Sepolcro du peintre siennois Sassetta (peint entre 1437 et 1444). Un catalogue moderne complet de la collection Berenson de peintures italiennes est actuellement en préparation.
Bernard Berenson a également constitué une collection plus petite, mais importante, d'art oriental, comprenant des œuvres de Chine, du Japon, du Tibet, de Thaïlande, de Java, du Cambodge et de Birmanie,, ainsi qu'une petite mais importante collection de manuscrits du Proche-Orient, y compris une page enluminée du célèbre Grand Mongol (anciennement Demotte), Shâhnâmeh du XIVe siècle,,,,.

#### Œuvres de la collection Berenson (sélection)
- Giotto
  - Frère franciscain, vers 1300
  - Déposition, vers 1320-1325
- Gentile da Fabriano
  - Saint Jacques le majeur et Sant Pierre, du Polyptyque Sandei, vers 1410-1412
  - Vierge à l'Enfant, vers 1423-1425
- Luca Signorelli, Portrait de Vitellozzo Vitelli, vers 1492-1496
- Domenico Veneziano, Vierge à l'Enfant dite Madonna Berenson, vers 1432-1437
- Lorenzo Lotto, Christ crucifié avec les symboles de la passion, vers 1540

### Programmes universitaires et publications
La mission du Centre consiste à créer des ponts avec ses institutions sœurs et la communauté scientifique internationale. Il existe également un programme de conférences publiques données par des universitaires extérieurs et de débats organisés par des boursiers. De plus, I Tatti organise et accueille chaque semestre un ou deux colloques qui réunissent des chercheurs d'autres pays.
Chaque année, I Tatti accueille les Conférences Bernard Berenson, une série de trois conférences interconnectées sur un thème donné, présentées par un chercheur de renommée mondiale dans le domaine des études de la Renaissance. Chaque cycle de Conférences Berenson est publié par l'Harvard University Press. En plus de la publication des actes de diverses conférences, de certaines monographies et des Conférences Berenson annuelles, il existe une revue annuelle d'essais scientifiques sur des sujets de la Renaissance en anglais et en italien, I Tatti Studies, fondée en 1985.
Récemment, une série de monographies sur l'histoire de la Renaissance a été lancée avec Harvard University Press, les I Tatti Studies in Italian Renaissance History, sous la direction générale d'Edward Muir,.
Sous la direction de James Hankins de Harvard, Harvard University Press publie également The I Tatti Renaissance Library, qui s'inspire de la Loeb Classical Library et vise à publier les œuvres littéraires, historiques, philosophiques et scientifiques majeures de la Renaissance italienne écrites en latin avec une traduction en anglais moderne sur les pages en regard. Quarante et un volumes ont paru à ce jour et environ 120 autres sont envisagés au cours de la prochaine décennie.
La bourse et les événements scientifiques ont été améliorés par l'achèvement fin 2010, du Deborah Loeb Brice Loggiato, site d'études des boursiers, et d'un petit auditorium, le Gould Hall, sur un plan conçu par Charles Brickbauer.

### Musique à la villaI Tatti
Les concerts de musique ancienne organisés par la Morrill Music Library font partie intégrante des activités académiques de la villa. Elles vont des représentations intimes pour la communauté I Tatti, souvent sur des instruments d'époque, à celles interprétées par des groupes de musique ancienne pour un public plus large.
La série Early Music at I Tatti, créée en 2002 par Joseph Connors avec Kathryn Bosi, propose deux fois par an des concerts interprétés par des musiciens de renommée internationale. Ceux-ci visent à présenter à la communauté florentine des programmes innovants de musique ancienne centrés sur un thème ou une idée particulière, comme un examen du concept d'humour dans la musique de la Renaissance (Early Music at I Tatti, II), le rôle de la musique dans la pensée médiévale (Early Music at I Tatti, I) ou le répertoire traditionnel issu des effets thérapeutiques de la musique sur la morsure de l'araignée tarentule du sud de l'Italie (Early Music at I Tatti, XII). Beaucoup proposent des répertoires rarement entendus en Italie aujourd'hui, allant des œuvres de l'un des premiers compositeurs florentins connus, Paolo da Firenze (v. 1390-1425) (Early Music at I Tatti, VII), à la musique écrite pour la cour des Habsbourg à Vienne au milieu du XVIIe siècle par des compositeurs italiens soutenus par les empereurs autrichiens (Early Music at I Tatti, IX). La musique contemporaine fait parfois partie intégrante des programmes : Early Music at I Tatti, IV juxtapose des décors de Pétrarque par des compositeurs de la Renaissance avec des décors du compositeur anglais Gavin Bryars, tandis que Early Music at I Tatti, VIII se concentre sur la relation fructueuse qui s'est développée entre compositeurs et interprètes contemporains de musique ancienne. Les deux concerts comprenaient des premières mondiales de nouvelles œuvres écrites pour l'occasion.

## Directeurs de villa I Tatti
- Kenneth B.Murdock 1961-1964
- Myron P. Gilmore[28] 1964-1973
- Craig Hugh Smyth[29],[30] 1973-1985
- Louise George Clubb 1985-1988
- Walter Kaiser 1988-2002
- Joseph Connors 2002-2010
- Lino Pertile 2010-2015
- Alina Payne 2015-aujourd'hui